# Collegio dei Gesuiti (Fidenza)

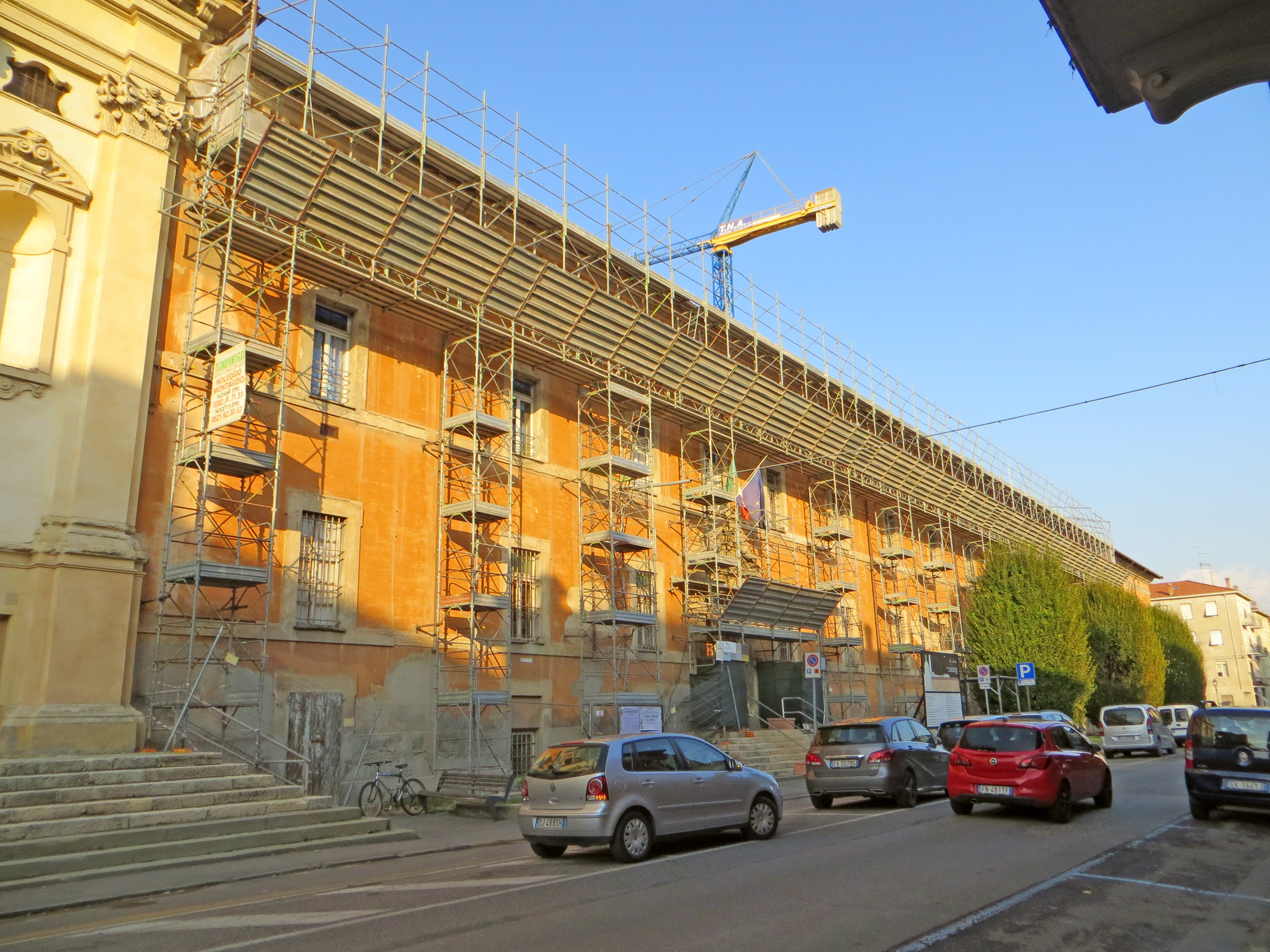
Collegio dei Gesuiti in Fidenza

Das Collegio dei Gesuiti ist ein barocker Palast aus der Wende vom 17. zum 18. Jahrhundert in Fidenza in der italienischen Region Emilia-Romagna. Er liegt in der Via Berenini 151 neben der Kirche  Santuario della Gran Madre di Dio, das ursprünglich ein Anbau an das Gebäude war. Heute sind in dem Gebäude die Büros der Azienda Unità Sanità Locale (AUSL, dt.: Örtlicher Gesundheitsdienst), des Dipartimento di Salute Mentale (dt.: Abteilung für psychische Gesundheit), städtischer Behörden und verschiedener Vereine untergebracht.

## Geschichte
Das große Gebäude wurde ab 1697 als Sitz des Jesuitenkollegs auf Veranlassung des Herzogs Francesco Farnese errichtet. Das von Pater Stefano Maria Bramieri ausgearbeitete Projekt sah ursprünglich ein noch größeres Gebäude vor, wurde aber später verkleinert und die Arbeiten, die von den Baumeistern Domenico Tami, Giacomo Sartori und Domenico Sannaverali geleitet wurden, wurden 1710 abgeschlossen. Sofort danach begann man mit dem Bau der angeschlossenen Kirche, dem heutigen Santuario della Gran Madre di Dio, der 1722 abgeschlossen wurde.
In dem Gebäude wurden bis zu 300 Schüler untergebracht, dennoch ordnete der Premierminister Guillaume du Tillot die Entfernung der Jesuiten aus dem Herzogtum Parma und Piacenza an; sie konnten erst 1792 in den Palast zurückkehren, aber wenige Jahre später wurden sie durch die Dekrete Napoleons von 1806, durch das die Auflösung der religiösen Orden angeordnet wurde, endgültig verjagt.
1809 wurde der große Palast in ein Hospiz für Bettler umgewandelt. Anfang des 20. Jahrhunderts wurde er durch das Militärhospital belegt und später bis in die 1980er-Jahre als Altenheim betrieben. In einem Teil des Gebäudes wurden später die Büros der AUSL und verschiedener Gesellschaften untergebracht, während man damit begann, verschiedene Restaurierungs-, Aus- und Umbauprojekte für das Gebäude auszuarbeiten.
2009 wurden einige unpassende Teile des Gebäudes, die im 20. Jahrhundert hinzugefügt worden waren, abgerissen. Dennoch gelang es nicht, mit den kostspieligen Umbauarbeiten zu beginnen und der Komplex befindet sich heute in einem Stadium des fortgeschrittenen Verfalls.

## Beschreibung

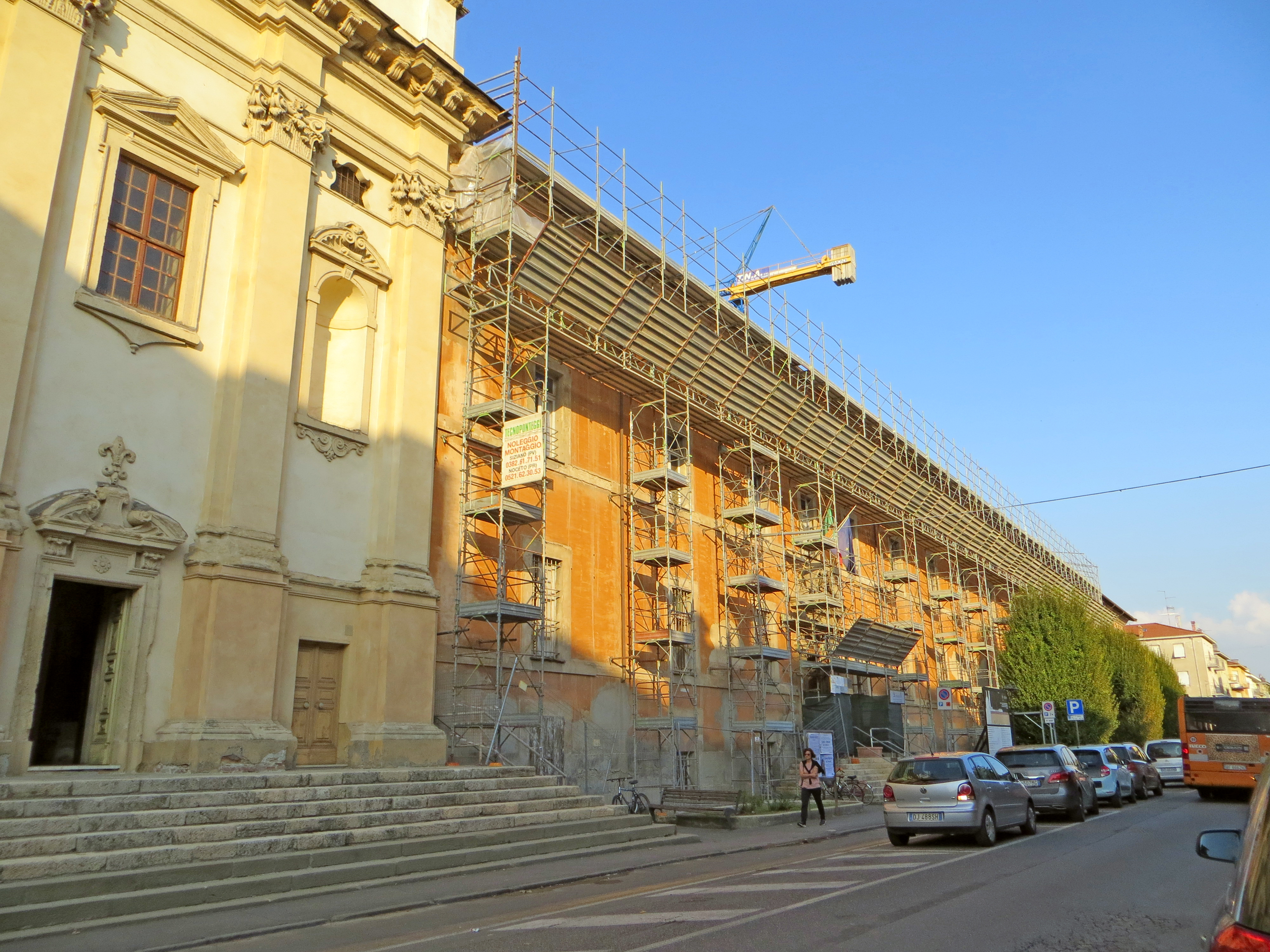
Fassade

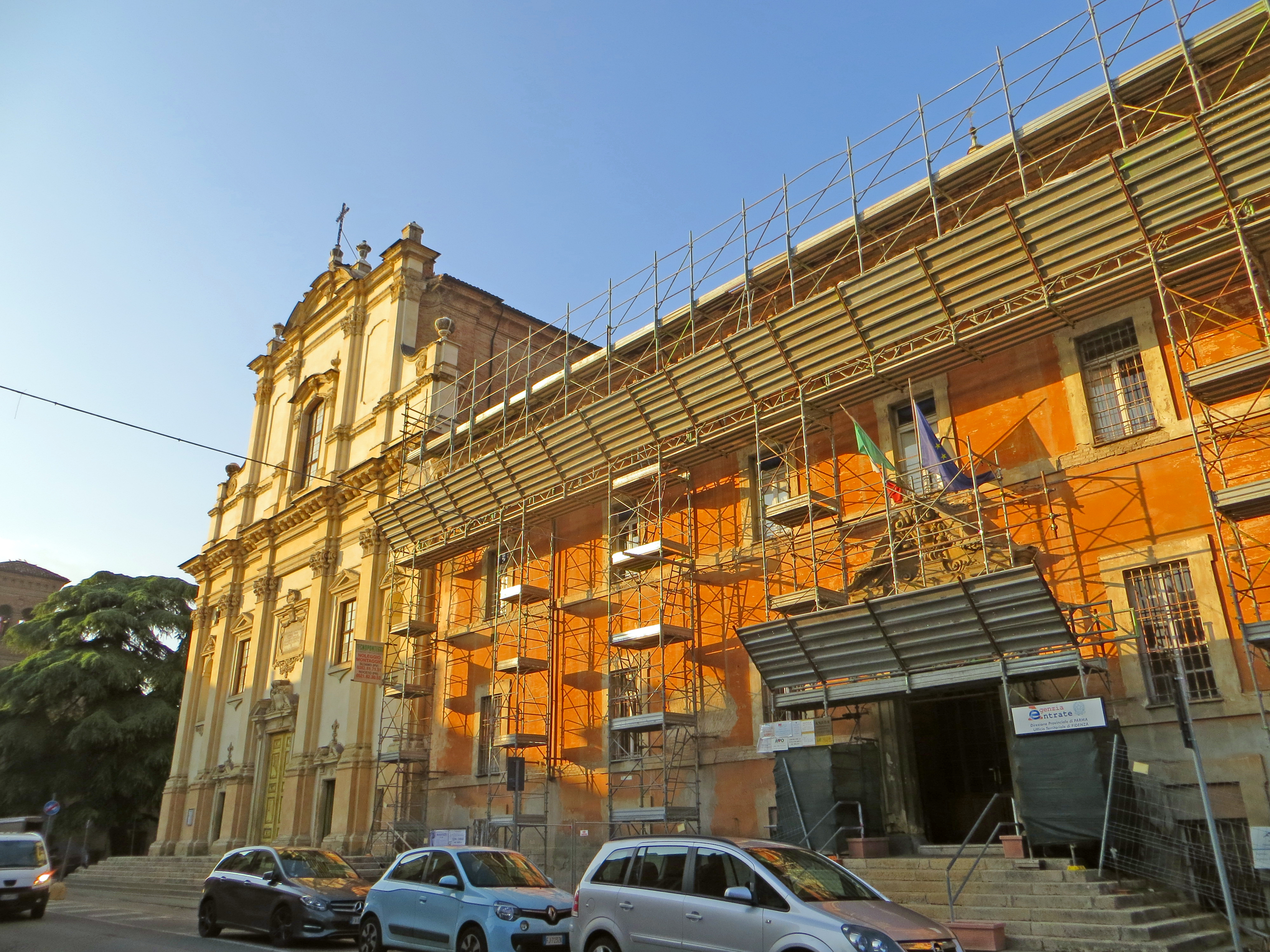
Eingang zum Kollegium und zum Santuario della Gran Madre di Dio

Das große Gebäude umschließt drei benachbarte Höfe, die von den Innenräume und den breiten Korridoren aus überblicken kann. Die Kirche Santuario della Gran Madre di Dio, die an der Westseite des Komplexes liegt, vervollständigt das Gebäude. Auf der Rückseite schließlich liegt ein weiter Garten, in dem einige 100-jährige Bäume stehen, darunter drei riesige Platanen.
Die lange, verputzte Fassade ist durch zahlreiche, breite Fenster mit Rahmen gekennzeichnet, die in drei regelmäßigen Reihen übereinander angeordnet sind, die dem Tiefparterre, dem Hochparterre und dem Obergeschoss entsprechen. Das Dachgeschoss zeigt an der Hauptfassade kleine, ovale Öffnungen, die in Übereinstimmung mit den darunter liegenden Fenstern platziert sind. Außerhalb der Mitte liegt das breite Rundbogeneingangsportal mit monumentalem Steinrahmen, das man über eine Marmortreppe erreicht. Darüber liegt ein reich verziertes, barockes Tympanon. Die Fassade krönt eine fein ausgearbeitetes, vorspringendes Gesims.
Im Inneren sind die Räume, die ursprünglich nach den verschiedenen Funktionen des Kollegiums aufgeteilt waren, auf einer Gesamtfläche von ungefähr 10.000 m² verteilt und über lange, breite Korridore mit Tonnengewölben miteinander verbunden.
Im Hochparterre ist eine kleine Kapelle eingebaut, die eine mit Fresken verzierte Decke besitzt. Die Fresken wurden Anfang des 18. Jahrhunderts von dem Jesuiten Giuseppe Barbieri geschaffen. Der Salon zeigt dagegen wertvolle, barocke Stuckverzierungen.
Die Haupttreppe hat eine mit Stuckflächen und -rahmen verzierte Decke, die in der Mitte ein rechteckiges Fresko einrahmt, ein Werk von Giuseppe Barbieri, auf dem neben einer Balustrade „das Auge, das alles sieht“, abgebildet ist. Im Obergeschoss, das durch einen breiten Bogen erreicht werden kann, ist der Salon mit weiteren Fresken des jesuitischen Malers verziert.